# Huisseau-sur-Cosson
Huisseau-sur-Cosson é uma comuna francesa na região administrativa do Centro, no departamento Loir-et-Cher. Estende-se por uma área de 22,93 km². Em 2010 a comuna tinha 2 348 habitantes (densidade: 102,4 hab./km²).